# Deeyah Khan
Deeyah Khan Embaixador(a) da boa vontade da UNESCO, nascida 7 de agosto de 1977 em Oslo, Noruega, é uma diretora de documentário e ativista pelos direitos humanos de etnia Punjabi/Pashtun.Deeyah é duas vezes ganhadora do Emmy Award e recebeu duas indicações ao BAFTA. Ela fez quatro documentários até o momento, todos exibidos na ITV no Reino Unido como parte de sua série Exposure .
Seu filme de estréia como diretora e produtora, Banaz A Love Story (2012), sobre o assassinato de honra de uma mulher curda-britânica ganhou um Emmy , Peabody e recebeu uma indicação da British Royal Television Society .
Seu segundo documentário, Jihad: Uma História dos Outros , nomeado para o BAFTA , Grierson e Monte-Carlo Television Festival envolveu dois anos entrevistando extremistas islâmicos e terroristas condenados. Seu documentário de 2017 White Right: Meeting The Enemy também foi indicado a Bafta e ganhou o prêmio Emmy de Melhor Documentário Internacional de Atualidades em 2018 - este filme viu Deeyah viajar para os Estados Unidos, onde sombreava neonazistas na manifestação Unite the Right em Charlottesville.
Ela é fundadora e CEO da produtora Fuuse, que se especializa em documentários, plataformas de mídia digital e conteúdo para emissoras de televisão e eventos ao vivo.  Seu primeiro filme, como diretora e produtora, Banaz A Love Story (2012), ganhou um prêmio Peabody e um Emmy e foi nomeado pela British Royal Television Society como melhor documentário de assuntos atuais. O seu segundo documentário, Jihad: A Story of the Others, recebeu nomeações de BAFTA, Grierson e Monte-Carlo Television Festival por melhor documentário de assuntos atuais. Ela é também fundadora e editora da revista  Sister-hood que divulga vozes de diversas mulheres muçulmanas e é uma de suas produções da Fuuse mais pessoais; Em 2016, Khan se tornou embaixadora da UNESCO pela Liberdade Artística e Criativa.

## Nascimento e ascendência
Khan nasceu no Hospital Universitário Ullevål, em Oslo, na Noruega, de pais muçulmanos sunitas, sendo sua mãe afegã e seu pai paquistanês. Seu irmão é Adil Khan, ator de cinema e teatro.

## Treinamento musical e início de carreira
Khan começou sua carreira como artista musical, cantora e intérprete na Noruega a partir dos 7 anos. No início, ela era cantora e intérprete de música clássica e folclórica tradicional do sul da Ásia, depois se tornou compositora e produtora de música.. O pai de Khan era um entusiasta da música e em 1984 colocou sua filha de sete anos sob a supervisão de Ustad Bade Fateh Ali Khan. Deeyah estudou formas clássicas de música paquistanesas e do norte da Índia com ele.
Na idade de oito, Deeyah fez sua primeira apresentação na televisão nacional que aparece no primetime show de Halv Sju, em seguida, se apresentou em festivais. Deeyah também foi membra do coral de meninas NRK e também recebeu algumas aulas de música com a soprano afro-americana Anne Brown. Ela também passou vários anos recebendo treinamento musical adicional de Ustad Sultan Khan .
Como a música é considerada uma profissão desonrosa para mulheres em muitas comunidades muçulmanas, Khan enfrentou graves abusos e ameaças de morte por vários anos na Noruega. Inicialmente, o assédio e a condenação foram direcionados aos pais dela: "Lembro que meu pai tinha que defender o fato de eu estar tocando música, mesmo quando criança. Lembro disso aos oito, nove anos de idade, onde ... várias pessoas foram à minha casa e disseram: 'Nós nem deixamos nossos filhos fazerem iss, por que você deixaria sua filha fazer isso?' ".
Apesar da crescente pressão e ameaças de violência, a família de Khan continuou a apoiá-la. Depois de ser atacada no palco em seu próprio show e sofrer intimidação, ela se mudou para Londres aos 17 anos para viver e trabalhar.
Ela continuou a compor e produzir música. Ela gravou seu último CD (Ataraxis) como vocalista em 2006, com o pianista de jazz Bob James, o guitarrista da polícia Andy Summers e o trompetista norueguês Nils Petter Molvær. Khan continuou a trabalhar na indústria da música como produtor musical, incluindo a criação de plataformas para músicos e artistas que são perseguidos ou discriminados por sua expressão criativa.

## Discografia
- 2013: Iranian Woman (álbum de compilação com artistas iranianas)
- 2013: CD Echoes Of Indus (com o sitarista paquistanês Ashraf Sharif Khan Poonchwala)
- 2012: Nordic Woman (álbum de compilação com artistas femininas de formas tradicionais da música nórdica da Noruega, Suécia, Dinamarca, Finlândia e Islândia. O primeiro lançamento da série de álbuns de música WOMAN de Deeyah. Produzido por Deeyah.)
- 2010: Listen To The Banned (álbum de compilação com artistas banidos, perseguidos e presos da África, Oriente Médio e Ásia. Além de receber elogios da crítica, o álbum alcançou o número 6 no World Music Charts Europe e passou meses nessas paradas.  Anistia Internacional no Reino Unido está apoiando o Listen To The Banned , disponibilizando o álbum através do site no final de 2010.)
- 2007: Ataraxis (álbum)
- 2005: Plano Próprio / "I Saw You" 2005 - UK # 37
- 1996: Deepika (álbum)
- 1995: Cor dos Meus Sonhos (Single)
- 1995: História (Solteira)
- 1995: Get Off My Back (Single)
- 1992: I alt slags lys (álbum).

## Cinema
Deeyah fez sua estréia na direção com o documentário Banaz A Love Story. O filme recebeu sua estreia no Reino Unido no Raindance Film Festival, em Londres, em setembro de 2012.  Este foi o primeiro filme de Deeyah como diretor e produtor. Ele ganhou elogios da crítica e prêmios internacionais, incluindo o Emmy 2013 de melhor documentário internacional. O filme está sendo usado para treinar a polícia britânica sobre assassinatos por honra.

### Filmografia
| Filme | Filme                                  | Filme              | Filme | Filme        |
| Année | Título                                 | Funcionou como     | Nota | Tip          |
| ----- | -------------------------------------- | ------------------ | --- | ------------ |
| 2020  | Muçulmano na América de Trump          | Diretor e Produtor | Ganhou um Prêmio Peabody. | Documentário |
| 2020  | Guerra da América ao Aborto            | Diretor e Produtor | Ganhou BAFTA. | Documentário |
| 2017  | Direita Branca: Encontro com o Inimigo | Diretor e Produtor | Ganhou o Emmy Award na categoria "Atualidades" . Ganhou a Royal Television Society na categoria "Diretor: Documentário / factual e não dramático" . Ganhou o prêmio Rory Peck pela categoria "Atualidades" . Ganhou o prêmio PeaceJam "Júri Especial" . Ganhou o WFTV Awards na categoria "BBC News and Factual Award" Ganhou o prêmio de Melhor Curta Metragem do APA Film Festival . Ganhou o Asian Media Awards pela categoria "Melhor investigação" . Indicação para o British Academy Film Awards de 2018no documentário "Melhores Assuntos Atuais" . Nomeação para Frontline Club Awards na categoria "Transmissão" . | Documentário |
| 2016  | Os não-crentes do Islã                 | Diretor e Produtor | Nomeação para o Asian Media Awards na categoria "Melhor investigação" para 2017 . | Documentário |
| 2015  | Jihad: Uma História dos Outros         | Diretor e Produtor | Ganhou o prêmio do Festival Internacional de Cinema e Vídeo Independente de Nova York como "Melhor Documentário Curto". Recebeu o Conselho de Artes da Noruega "Human Rights Award" pelo documentário Jihad . Nomeação para o Grierson Awards . Nomeação para o British Academy Film Awards no melhor documentário "Atualidades" . Nomeação para o 56º Prêmio Golden Nymph no "Documentário do Caso Atual" no Festival de Televisão de Monte-Carlo . Nomeação para o Creative Diversity Network Awards na categoria "Melhor Programa Atual" .                                                                               | Documentário |
| 2012  | Banaz uma história de amor             | Diretor e Produtor | Ganhou Emmy Award.Ganhou um Prêmio Peabody. Ganhou o prêmio Bergen International Film Festival. Nomeação da Royal Television Society no Reino Unido. | Documentário |

## Fuuse
Deeyah é o fundador e CEO da Fuuse, uma empresa de mídia independente multiplataforma sediada em Oslo e Londres. Iniciada em 2010, a Fuuse é uma empresa de produção que conta histórias de pessoas marginalizadas, destacando particularmente as vozes de mulheres, pessoas de minorias e crianças da terceira cultura . Fuuse cria documentários e produz uma revista on-line que promove as diversas vozes das mulheres da herança muçulmana chamadas de irmã-hood e a empresa produz eventos e conferências ao vivo na interseção entre arte e ativismo

## Visões e ativismo
Deeyah é uma ativista franco dos direitos humanos, liberdade de expressão, paz e igualdade. Deeyah aborda ativamente os direitos das mulheres. Deeyah escreveu artigos de opinião para publicações como The Guardian , Huffington Post , The Mirror , The Times , ITV e VG . Khan é um forte crítico da política de extrema direita e faz campanhas extensivas contra o racismo e as políticas anti-imigração. Ela também é conhecida por desafiar a crescente radicalização e extremismo nas comunidades muçulmanas. Deeyah concebeu e fundou a Sister-hood em 2007, cujo objetivo é fornecer uma expressão artística para jovens aspirantes a artistas muçulmanas em diferentes disciplinas. A Sister-hood foi relançada em 2016 como uma revista online global e plataforma de eventos ao vivo, promovendo as vozes das mulheres da herança muçulmana.
Khan fundou a Memini no início de 2011, uma iniciativa digital global para promover a lembrança de vítimas de crimes de honra em todo o mundo.  Memini recebeu um prêmio True Honor da organização de caridade britânica Iraniana e Curda dos Direitos da Mulher, juntamente com vários outros ativistas britânicos.
Em fevereiro de 2012, Khan fundou a rede de Consciência da Violência com Base na Honra com Joanne Payton, da Universidade de Cardiff  ( HBVA ), um centro de recursos digitais que trabalha para promover o entendimento e a conscientização sobre os Assassinatos e a Violência com base na Honra por meio de pesquisa, treinamento e informações.
Em 2016, Deeyah fez uma palestra no TED intitulada: "O que não sabemos sobre as crianças muçulmanas da Europa e por que devemos nos importar". Ela compartilha suas experiências de ser filha de mãe afegã e pai paquistanês criado na Noruega, preso entre a comunidade de sua família e seu país. Em sua palestra emocional, ela revela a rejeição e o isolamento sentidos por muitas crianças muçulmanas que cresceram no Ocidente - e as consequências mortais de não abraçar a juventude antes dos grupos extremistas.

## Prêmios, indicações, honras
- 2018: Recebeu um doutorado honorário do Emerson College por suas realizações como documentarista.
- 2017: Nomeado membro do corpo diretivo do Conselho das Artes da Noruega , para participar de 2018 a 2021.
- 2016: Nomeada Embaixadora da Boa Vontade da UNESCO pela liberdade e criatividade artística,  fazendo dela a primeira cidadã norueguesa a ser nomeada e a primeira Embaixadora da boa vontade pela liberdade e criatividade artísticas.
- 2016: Recebeu o prêmio Telenor Culture por realizações artísticas que abordam alguns dos temas mais importantes do presente, incluindo os direitos das mulheres, a liberdade de expressão e os valores fundamentais.
- 2016: Recebeu o Prêmio Peer Gynt (concedido a pessoas e instituições que destacaram a Noruega internacionalmente).
- 2016: Dado um prêmio do Gunnar Sønsteby's Memorial Fund, estabelecido no ano anterior em memória de Gunnar Sønsteby e de homenagear pessoas e organizações que defendem corajosamente os valores fundamentais da democracia e ajudam a garantir a liberdade e a independência da Noruega.
- 2015: Recebeu o Prêmio de Direitos Humanos da Universidade de Oslo por defender os direitos das mulheres e a liberdade de expressão através de sua arte e ativismo.
- 2015: Nomeada Pesquisadora Visitante da Ford Foundation para o programa, The Art Of Change.
- 2015: Nomeado Jovem Líder Global no campo das artes.
- 2015: Premiado com o Plano Jentepris (a cada 11 de outubro, o Dia Internacional da Menina ) por sua filial na Noruega.
- 2013: Selecionada para o Liberty Human Rights Arts Award .
- 2012: Dado o Prêmio Ossietzky , prêmio norueguês da PEN por realizações extraordinárias no campo da liberdade de expressão .
- 2009: Recebedor, com Cont Mhlanga e Belarus Free Theatre , do prêmio internacional Freedom to Create .
- 1996: Recebeu um prêmio de honra do Scheiblers legat  [ no ] por ser uma ponte cultural, criando compreensão e tolerância por meio de suas contribuições musicais e artísticas.